# Sazeray
Sazeray là một xã ở tỉnh Indre ở miền trung nước Pháp. Xã này có diện tích 22,69 km², dân số năm 1999 là 319 người. Khu vực này có độ cao trung bình 438 mét trên mực nước biển.